# 여인 잔혹사 물레야 물레야
"여인 잔혹사 물레야 물레야"는 1984년 공개된 대한민국의 영화이다.

## 배역
- 원미경
- 신일룡
- 최성호
- 문정숙
- 최성관

## 수상
- 1983년 제22회 대종상
  - 최우수작품상
  - 감독상 - 이두용
  - 시나리오상 - 임충
  - 녹음상 - 이재웅
  - 조명상 - 차정남
  - 편집상 - 이정자
- 1984년 제20회 백상예술대상
  - 영화부문 여자최우수연기상 - 원미경